# Gaula (Sogn og Fjordane)
 For alternative betydninger, se Gaula. (Se også artikler, som begynder med Gaula)
Gaula er en elv i kommunerne Gaular og Førde i Vestland fylke i Norge. Den 74 kilometer lange Gaula er hovedelven i Gaular-systemet, et af de største vandområder i Vestlandet, med afvandingsområde på 626 km².
Gaularvassdraget har udspring i Haukedalen og Eldalsdalen. Bræer i den sydvestlige del af Jostedalsbreen nationalpark leder mod Haukedalen, disse er Grovabræen, Troget og Jostefonni. Elven i Eldalsdalen kommer fra sne og mindre bræer på Gaularfjellet. De to dalstrøg mødes i Viksdalsvatnet. Elven løber videre igennem hele Gaular, udløbet er ved Osen gård i Bygstad, hvor den løber ud i Dalsfjorden.

## Vandfald
Gaularvassdraget er kendt for sine 28 vandfald (fosser) og bliver ofte kaldt "Fosselandet". Nogle af de mest kendte vandfald er:
- Kviteforklefossen, Gaularfjellet
- Likholefossen
- Lyngstadfossen, Eldalsdalen
- Brekkefossen ved Oppedal
- Bellsfossen, Eldalsdalen
- Vallestadfossen
- Vallestadfossen, Råheimsdalen
- Fossfossen, Sande
- Rekvikfossen
- Osfossen, Osen (udløbet til Dalsfjorden)

- Likholefossen.
Foto: Harald Oppedal
- Brekkefossen.
Foto: Harald Oppedal
- Vallestadfossen.
Foto: Peter John Acklam
- Fossfossen.
Foto: Jan-Tore Egge
- Rekvikfossen.
Foto: Jan-Tore Egge
- Osfossen nede ved Dalsfjorden.
Foto: Jan-Tore Egge

## Søer
Der er flere store søer i vassdraget. Nogle af disse er:
- Nystølsvatnet, Gaularfjellet
- Holmevatnet, Gaularfjellet
- Fylingsvatnet, Eldalsdalen
- Haukedalsvatnet, Haukedalen
- Lauvavatnet, Råheimsdalen
- Viksdalsvatnet, Viksdalen
- Hestadfjorden, Hestadgrend

- Nystølsvatnet
Foto: Simo Räsänen
- Haukedalsvatnet
Foto: Jan-Tore Egge
- Viksdalsvatnet set fra Eldalsosen 
Foto: Peter John Acklam
- Hestadfjorden
Foto: Jan-Tore Egge

## Fiskeri og friluftsliv
Der er bygget en sti, Fossestien, langs dele af elven for at gøre adgangen til elven og fosserne enklere.
Dele af Gaumar er med i Sunnfjord aurefiskefest, en årlig fiskekonkurrance i kommunerne Gaular, Førde og Jølster.
De nedre dele af Gaula er en god lakseelv med en lakseførende strækning på 14,5 km og rækker til Fossfossen lidt øst for Sande. For at få laksen op i elven er der flere laksetrapper, landets ældste trappe ligger ved Osfossen, ved udløbet til Dalsfjorden. Den blev bygget i 1870'erne.

## Vandkraft
Kraften i elven og fosserne er en vigtig ressource for bygderne omkring. I tidlige tider blev kraften benyttet til slibestene, kværne, møller og savværker. Efterhånden blev der også anlagt kraftværker i mange af fosserne, bl.a. Bellsfossen, Lyngstadfossen og Fossevikfossen.
I 1920'erne var der planer om at bruge elven til kraftproduktion for aluminiumsværket i Høyanger, men disse planer blev ikke gennemført. Kraftstationen skulle da ligge ved Vallestadfossen, Haukedalsvatnet skulle fungere som vsndmagasib, og vandstanden skulle øges med 20 meter.
Vandkraften bliver også i dag udnyttet, dog i mindre grad end tidligere. Der findes nogle små kraftværker, bl.a. i Vallestadfossen, og ved Fossevikfossen er der et savværk, som udnytter vandkraften.

## Beskyttelse
Gaular er beskyttet i henhold til Verneplan IV for vassdrag. Det var en lang kamp mellem modstridende parter, som endte med fredning i 1993.
Baggrunden for frwdningen var planer fra Sogn og Fjordane Energi om at udbygge med vandkraftværker. De omfattende planer fra 1960'erne gik ud på at udnytte hele vandsystemet fra højfjeldet under Jostedalsbreen til udløbet i Dalsfjorden.
En stor del af modstanderne samlede sig i Informasjonskomiteen for Gaularvassdraget i 1971. Komiteen arbejdede på flere plan, de opsatte plakater med Vern om Gaula langs elven, drev lobbyvirksomhed og opstillede kandidater på en egen liste ved kommunevalget.
Kampen om beskyttelse eller udbygning prægede bygderne i 20 år, og sagen skabte fjendskab mellem naboer. Sagen blev central, da arbejdet med Samlet plan for vassdragsvern i Norge blev påbegynt i 1970'erne. To norskemiljøministre var på besigtigelse under sagsgangen. I 1980'erne var Wenche Frogn Sellæg i kommunen, og tidlig i 1990'erne var Sissel Rønbeck på besøg.
Kampen er dokumenteret i bogen Kampen om Gaula af Terje Ulvedal.

## Langs elven
- Gaular ved Viksdalen Kirke.
- Ved Sande Kirke.
- Oven for Rekvikfossen.
- Oven for Osen bro.